# Krzysztof Zgłobicki
Krzysztof Zgłobicki (ur. 23 stycznia 1960 w Gdańsku) – polski nadinspektor Policji.

## Życiorys
Jest absolwentem Uniwersytetu Gdańskiego oraz Wyższej Szkoły Policji w Szczytnie. Przez większość lat pracy w Policji pełnił służbę w swoim rodzinnym Gdańsku. W 2006 został powołany na komendanta miejskiego Policji w Słupsku, a w 2011 na stanowisko zastępcy komendanta wojewódzkiego Policji w Gdańsku. Od maja 2013 do przejścia na emeryturę w styczniu 2016 pełnił funkcję komendanta wojewódzkiego Policji w Bydgoszczy. 23 lipca 2015 podczas uroczystości związanych ze Świętem Policji odebrał akt mianowania na stopień nadinspektora Policji z rąk Prezydenta RP Bronisława Komorowskiego. 

## Wybrane odznaczenia
- Złoty Krzyż Zasługi (2005)[2],
- Złotym Medal za Długoletnią Służbę (2010)[2],
- Złota Odznaka Zasłużony Policjant (2011)[2]